# Gonna Make You Sweat (Everybody Dance Now)
"Gonna Make You Sweat (Everybody Dance Now)" é o primeiro single do C+C Music Factory, projeto musical de dance/hip-hop dos produtores estadunidenses Robert Clivillés e David B. Cole. Lançada no final de 1990, a canção atingiu grande sucesso em vários países, como Estados Unidos, Áustria, Alemanha e Suíça, onde atingiu a primeira posição nas paradas de sucesso. No Brasil, foi a sexta música mais tocada nas rádios em 1991.

## Informação
O rap ("Gonna Make You Sweat"), foi interpretado por Freedom Williams e a parte cantada ("Everybody Dance Now") pela artista de música disco/house music Martha Wash, até então mais conhecida como ex-membro do grupo The Weather Girls, responsável pelo sucesso "It's Raining Men".
Wash, perturbada pelo fato de que não pôde aparecer no videoclipe da canção (onde foi dublada por Zelma Davis) por ser considerada "invendável" devido à sua obesidade, conseguiu com êxito processar Clivillés e Cole para receber o devido crédito (e royalties) da canção. Os esforços de Wash no tribunal deram origem à legislação que tornou obrigatório o crédito de vocais em CDs e videoclipes.

## Na cultura popular
"Gonna Make You Sweat (Everybody Dance Now)" foi utilizada em três episódios do seriado de animação The Simpsons. Primeiro foi utilizada como música de fundo na cena do episodio da oitava temporada "Homer's Phobia" na qual uma usina siderúrgica se transforma em A Bigorna, uma boate gay. Mais tarde, a canção apareceria nos episódios "Lard of the Dance" (décima temporada) e "Homer and Ned's Hail Mary Pass" (décima sexta temporada). 
A canção também foi incluída no trailer do filme Flushed Away, além dos filmes Old School, Jarhead, Evan Almighty, Chicken Little e Robots e dos seriados The Fresh Prince of Bel-Air, American Dad!, Will & Grace, The Office, Drawn Together, The Amanda Show e The King of Queens. No Brasil, a canção foi incluída na trilha-sonora da novela O Dono do Mundo como tema de locação. Mais tarde, em 2007, foi incluída como tema de abertura de Jorge Horácio by Night, programa fictício do seriado Minha Nada Mole Vida.

## Prêmios e Indicações
| Ano  | Prêmio                | Categoria              | Resultado | Ref. |
| ---- | --------------------- | ---------------------- | --------- | ---- |
| 1991 | MTV Video Music Award | Clipe do Ano           | Indicado  |      |
| 1991 | MTV Video Music Award | Melhor Novo Artista    | Indicado  |      |
| 1991 | MTV Video Music Award | Melhor Edição          | Indicado  |      |
| 1991 | MTV Video Music Award | Melhor Direção de Arte | Indicado  |      |
| 1991 | MTV Video Music Award | Escolha da Audiência   | Indicado  |      |

## Posição nas tabelas e certificações
| Tabela (1990-1991)              | Maior posição |
| ------------------------------- | ------------- |
| Billboard Hot 100               | 1             |
| Billboard Hot Dance Club Play   | 1             |
| Billboard Hot R&B/Hip Hop Songs | 1             |
| ARC Weekly Top 40               | 1             |
| ARIA Singles Chart              | 3             |
| Austrian Singles Chart          | 1             |
| SNEP                            | 43            |
| German Singles Chart            | 1             |
| Irish Singles Chart             | 13            |
| Norwegian Singles Chart         | 5             |
| Swedish Singles Chart           | 5             |
| Swiss Singles Chart             | 1             |
| UK Singles Chart                | 3             |

| Tabela de fim de ano (1991) | Posição |
| --------------------------- | ------- |
| ARIA Singles Chart          | 26      |
| Austrian Singles Chart      | 30      |
| Swiss Singles Chart         | 13      |

| País                  | Certificação | Data                  | Vendas     |
| --------------------- | ------------ | --------------------- | ---------- |
| Estados Unidos - RIAA | Platina      | 16 de janeiro de 1991 | 1.000.000+ |